# Keith Allen
Keith Philip George Allen (Swansea, 2 juni 1953) is een Brits komiek, acteur en presentator. Hij is de vader van zangeres Lily Allen en acteur Alfie Allen.

## Acteerwerk
Allen speelde in verscheidene, meestal komische, films en tv-series vanaf begin jaren 80. Hij verscheen onder meer in Twin Town (film geregisseerd door zijn broer Kevin Allen), I Love Keith Allen (tv-serie op satellietzender BSB), Shallow Grave (thriller van Danny Boyle uit 1994) en Trainspotting (opnieuw van Danny Boyle, uit 1996).
In 2000 speelde hij in twee toneelstukken van Pinter.
Vanaf 2001 speelde hij in talloze Britse series, zoals Murder in Mind, Black Books, Bodies, Robin Hood en Marcella.

## Muziek
Allen maakte deel uit van de gelegenheidsgroep Fat Les, met daarin ook Damien Hirst en Blur-bassist Alex James. Hij werkte ook samen met New Order, en schreef onder meer mee aan hun enige Britse nummer 1-hit, "World In Motion". Hij trad ook af en toe live met hen op.

## Privéleven
Allen zou naar eigen zeggen zes kinderen hebben bij vier verschillende vrouwen. Hij was tweemaal getrouwd (met Nira Park en Alison Owen) en had onder meer relaties met Julia Sawalha en Tamzin Malleson. Met deze laatste heeft hij een dochter, Teddie, geboren in 2006. Zangeres Lily Allen en acteur Alfie Allen zijn kinderen uit het huwelijk met Alison Owen. Hij is een fanatieke supporter van de Londense voetbalclub Fulham FC en was betrokken bij verschillende voetbalgerelateerde themasongs.
- Biblioteca Nacional de España: XX1601134
- Bibliothèque nationale de France: cb124714974 (data)
- Gemeinsame Normdatei: 135775035
- International Standard Name Identifier: 0000 0000 7824 9325
- Library of Congress Control Number: n88169806
- MusicBrainz: 74f549d5-6720-42d9-9977-8341ddda6059
- Nationale Bibliotheek van Israël: 987007444054305171
- Nederlandse Thesaurus van Auteursnamen: 080415636
- Système universitaire de documentation: 033905231
- Union List of Artist Names: 500472999
- Virtual International Authority File: 62771935
- WorldCat: E39PBJx4pCYh3yyRQyfjqBqG73